# Endrick dos Santos Parafita
Endrick dos Santos Parafita (Santana, 7 marzo 1995) è un calciatore brasiliano naturalizzato malaysiano, centrocampista del CA TP.HCM, in prestito dal Johor Darul Ta'zim, e della nazionale malaysiana.

## Biografia
Nato in Brasile, nel febbraio 2023 ha ottenuto la cittadinanza malaysiana.

## Caratteristiche tecniche
È un trequartista.

## Carriera

### Club
Dopo aver militato nelle giovanili di Santana, Ypiranga-AP e São José-AP, nel 2011 è passato alle giovanili del Bahia. Nel 2015, dopo aver militato nelle file della Campinense, si è trasferito in Angola, al Santa Rita de Cássia. Il 9 agosto 2016 è stato ingaggiato dall'Apollōn Limassol, club cipriota. Il 9 agosto 2016 l'Apollōn Limassol, club cipriota, lo ha acquistato a titolo definitivo e ceduto in prestito all'AEZ Zakakiou. Il 23 gennaio 2017 si è trasferito a titolo definitivo in Romania, al Botoșani. Al termine della stagione è rimasto svincolato. Nel gennaio 2018 è stato ingaggiato dal Felcra, club malaysiano. La stagione successiva ha militato nelle file del Selangor. Nel 2020 è passato al Penang. Dopo tre stagioni nelle file del Penang, il 5 gennaio 2023 è passato al Johor Darul Ta'zim. L'11 agosto 2024 si è trasferito in prestito al TP.HCM, club vietnamita.

### Nazionale
Ha debuttato in nazionale il 23 marzo 2023, nell'amichevole Malaysia-Turkmenistan (1-0). Ha partecipato, con la selezione malaysiana, alla Coppa d'Asia 2023 e alla AFF Cup 2024. È sceso in campo, inoltre, nelle qualificazioni ai Mondiali 2026.

## Statistiche

### Cronologia presenze e reti in nazionale
Statistiche aggiornate al 18 dicembre 2024.
| Cronologia completa delle presenze e delle reti in nazionale ― Malaysia | Cronologia completa delle presenze e delle reti in nazionale ― Malaysia | Cronologia completa delle presenze e delle reti in nazionale ― Malaysia | Cronologia completa delle presenze e delle reti in nazionale ― Malaysia | Cronologia completa delle presenze e delle reti in nazionale ― Malaysia | Cronologia completa delle presenze e delle reti in nazionale ― Malaysia | Cronologia completa delle presenze e delle reti in nazionale ― Malaysia | Cronologia completa delle presenze e delle reti in nazionale ― Malaysia |
| Data                                                                    | Città                                                                   | In casa                                                                 | Risultato                                                               | Ospiti                                                                  | Competizione                                                            | Reti                                                                    | Note                                                                    |
| ----------------------------------------------------------------------- | ----------------------------------------------------------------------- | ----------------------------------------------------------------------- | ----------------------------------------------------------------------- | ----------------------------------------------------------------------- | ----------------------------------------------------------------------- | ----------------------------------------------------------------------- | ----------------------------------------------------------------------- |
| 23-3-2023                                                               | Iskandar Puteri                                                         | Malaysia                                                                | 1 – 0                                                                   | Turkmenistan                                                            | Amichevole                                                              | -                                                                       | 46’                                                                     |
| 14-6-2023                                                               | Gong Badak                                                              | Malaysia                                                                | 4 – 1                                                                   | Isole Salomone                                                          | Amichevole                                                              | -                                                                       | 64’                                                                     |
| 20-6-2023                                                               | Gong Badak                                                              | Malaysia                                                                | 10 – 0                                                                  | Papua Nuova Guinea                                                      | Amichevole                                                              | -                                                                       | 62’                                                                     |
| 6-9-2023                                                                | Chengdu                                                                 | Siria                                                                   | 2 – 2                                                                   | Malaysia                                                                | Amichevole                                                              | 1                                                                       |                                                                         |
| 9-9-2023                                                                | Chengdu                                                                 | Cina                                                                    | 1 – 1                                                                   | Malaysia                                                                | Amichevole                                                              | -                                                                       | 36’ 75’                                                                 |
| 13-10-2023                                                              | Kuala Lumpur                                                            | Malaysia                                                                | 4 – 2                                                                   | India                                                                   | Amichevole                                                              | -                                                                       |                                                                         |
| 17-10-2023                                                              | Kuala Lumpur                                                            | Malaysia                                                                | 0 – 2                                                                   | Tagikistan                                                              | Amichevole                                                              | -                                                                       |                                                                         |
| 16-11-2023                                                              | Kuala Lumpur                                                            | Malaysia                                                                | 4 – 3                                                                   | Kirghizistan                                                            | Qual. Mondiali 2026                                                     | -                                                                       | 60’                                                                     |
| 21-11-2023                                                              | Taipei                                                                  | Taiwan                                                                  | 0 – 1                                                                   | Malaysia                                                                | Qual. Mondiali 2026                                                     | 1                                                                       | 62’                                                                     |
| 21-3-2024                                                               | Mascate                                                                 | Oman                                                                    | 2 – 0                                                                   | Malaysia                                                                | Qual. Mondiali 2026                                                     | -                                                                       | 67’ 90+4’                                                               |
| 26-3-2024                                                               | Kuala Lumpur                                                            | Malaysia                                                                | 0 – 2                                                                   | Oman                                                                    | Qual. Mondiali 2026                                                     | -                                                                       | 46’                                                                     |
| 6-6-2024                                                                | Bishkek                                                                 | Kirghizistan                                                            | 1 – 1                                                                   | Malaysia                                                                | Qual. Mondiali 2026                                                     | -                                                                       | 90+7’                                                                   |
| 11-6-2024                                                               | Kuala Lumpur                                                            | Malaysia                                                                | 3 – 1                                                                   | Taiwan                                                                  | Qual. Mondiali 2026                                                     | -                                                                       | 76’                                                                     |
| 4-9-2024                                                                | Kuala Lumpur                                                            | Malaysia                                                                | 2 – 1                                                                   | Filippine                                                               | Amichevole                                                              | -                                                                       | 60’                                                                     |
| 8-9-2024                                                                | Kuala Lumpur                                                            | Malaysia                                                                | 1 – 0                                                                   | Libano                                                                  | Amichevole                                                              | -                                                                       |                                                                         |
| 14-10-2024                                                              | Auckland                                                                | Nuova Zelanda                                                           | 4 – 0                                                                   | Malaysia                                                                | Amichevole                                                              | -                                                                       | 79’                                                                     |
| 8-12-2024                                                               | Phnom Penh                                                              | Cambogia                                                                | 2 – 2                                                                   | Malaysia                                                                | AFF Cup 2024 - Gironi                                                   | -                                                                       |                                                                         |
| 11-12-2024                                                              | Kuala Lumpur                                                            | Malaysia                                                                | 3 – 2                                                                   | Timor Est                                                               | AFF Cup 2024 - Gironi                                                   | -                                                                       | 46’                                                                     |
| 14-12-2024                                                              | Bangkok                                                                 | Thailandia                                                              | 1 – 0                                                                   | Malaysia                                                                | AFF Cup 2024 - Gironi                                                   | -                                                                       |                                                                         |
| 25-3-2025                                                               | Iskandar Puteri                                                         | Malaysia                                                                | 2 – 0                                                                   | Nepal                                                                   | Qual. Coppa d'Asia 2027                                                 | -                                                                       | 35’ 84’                                                                 |
| Totale                                                                  |                                                                         | Presenze                                                                | 20                                                                      |                                                                         | Reti                                                                    | 0                                                                       |                                                                         |

## Palmarès

### Club

#### Competizioni nazionali
- Liga Super: 1

Johor Darul Ta'zim: 2023
- Coppa della Malaysia: 1

Johor Darul Ta'zim: 2023
- Malaysia FA Cup: 1

Johor Darul Ta'zim: 2023
- Piala Sumbangsih: 2

Johor Darul Ta'zim: 2023, 2024